# Eloeophila albofascia
Eloeophila albofascia är en tvåvingeart som först beskrevs av Alexander 1975.  Eloeophila albofascia ingår i släktet Eloeophila och familjen småharkrankar.
Artens utbredningsområde är Iran. Inga underarter finns listade i Catalogue of Life.